# A sad, nešto sasvim drugačije
A sad, nešto sasvim drugačije (eng. And Now For Something Completely Different) prvi je dugometražni film britanske komičarske grupe Monty Python.  Sastoji se od izabranih i prerađenih skečeva iz prve dvije sezone TV-emisije Leteći cirkus Montyja Pythona.  

Fraza iz naslova je uzeta iz tadašnjih BBC-jevih informativnih emisija u kojima bi voditelj sljedeći prilog najavio kao nešto sasvim drugačije od prethodnoga, čak i kad razlika stvarno ne bi bila toliko velika.  Pythoni su frazu preuzeli kako bi lakše povezivali svoje skečeve, a njezinu su upotrebu doveli do apsurda: voditelj u bizarnim situacijama izgovara najave poput: "A sada nešto sasvim drugačije – čovjek s magnetofonom u nosu!".  Film se, unatoč naslovu, sastoji isključivo od već viđenih skečeva iz Letećeg cirkusa, često povezanih animacijama Terryja Gilliama.  Neki od njih su: 
- Lažni mađarski rječnik s ubačenim nepristojnim izrazima.
- Dosadni stranac čovjeku u baru postavlja nepristojna pitanja o supruzi.
- Ekspedicija na Kilimandžaro čiji vodič pati od neobičnog poremećaja.
- Muzikalni miševi.
- Najsmješnija šala na svijetu se zbog učinka počne koristiti kao ratno oružje.
- Prevareni kupac pokušava vratiti mrtvu papigu u prodavaonici.
- Pjesma drvosječe.
- Drama u restoranu nakon što gost prijavi prljavu vilicu.
- Nezadovoljni računovođa želi postati krotitelj lavova.
- TV emisija koja se bavi javnim ucjenjivanjem.
- Bogati imbecili se natječu za titulu Bogati imbecil godine.

Film je bio ideja Victora Lownesa, čelnika britanskog Playboya koji je mislio da će to biti dobar način za predstavljanje grupe američkoj publici i dodatnu zaradu.  Lownes je pokušao nametnuti još neke svoje ideje grupi što izazvalo nesporazume.  Primjerice, tražio je da se njegovo ime u uvodnom popisu napiše u stilu isklesanog kamena kako su napisana i imena članova grupe. Gilliam je na kraju to morao prihvatiti, ali zato je imena svih ostalih članova napisao na drugačiji način.  Film je snimljen s vrlo malim budžetom od samo 80.000 funti. U kinima nije posebno dobro prošao: britanskoj publici je ponudio već viđeni materijal, a američkoj britanski humor nije bio toliko zanimljiv. U SAD-u je nešto bolje prošao kad je ponovno pušten u kino-distribuciju nakon što se Leteći cirkus počeo prikazivati na američkoj televiziji.  S vremenom mu je popularnost porasla i stekao je obožavatelje.